# Пумбедита
Пумбедита (также Пумпедита или Пумбедиза) — город в древней Вавилонии, в котором была одна из крупнейших талмудических академий, приведших — совместно с академией города Сура (ивр. ישיבת סורא‎‎) — к расцвету Вавилонского Талмуда. Академия основана Иудой бар Иезекиилем в 297 году. Это был крупный торговый город, который являлся также центром сельскохозяйственного производства и текстильной промышленности. Выращивались зерновые, фрукты, финики и лён.
На месте Пумбедиты расположен современный иракский город Эль-Фаллуджа.